# Darién (provincie)
Darién je jedna z 10 panamských provincií. Nachází se na východě státu a hraničí s Kolumbií. Zabírá 16 % rozlohy celé Panamy a žije zde 1,42 % panamské populace. Při sčítání obyvatelstva v roce 2010 se 15 693 obyvatel provincie přihlásilo k indiánskému původu a 8 064 lidí k africkému původu. V provincii se nachází největší panamský národní park Darién.
Provincie je dále dělena na 3 distrikty:
- Chepigana (La Palma)
- Santa Fe (Santa Fe)
- Pinogana (El Real de Santa María) - pod správu distriktu Pinogana náleží i comarca Wargandí. Jedná se o oblast, kterou obývají především indiáni kmene Guna. Tato comarca dostala jistou autonomii a má specifický statut.